# Kate Reid
Kate Reid, nata Daphne Katherine Reid (Londra, 4 novembre 1930 – Stratford, 27 marzo 1993), è stata un'attrice canadese.

## Filmografia parziale

### Cinema
- Questa ragazza è di tutti (This Property Is Condemned), regia di Sydney Pollack (1966)
- Piccioni (The Sidelong Glances of a Pigeon Kicker), regia di John Dexter (1970)
- Andromeda (The Andromeda Strain), regia di Robert Wise (1971)
- Un equilibrio delicato (A Delicate Balance), regia di Tony Richardson (1973)
- Shoot - Voglia di uccidere (Shoot), regia di Harvey Hart (1976)
- Equus, regia di Sidney Lumet (1977)
- Plague, regia di Edward Hunt (1979)
- La nave fantasma (Death Ship), regia di Alvin Rakoff (1980)
- Doppio negativo (Double Negative), regia di George Bloomfield (1980)
- Atlantic City, U.S.A. (Atlantic City), regia di Louis Malle (1980)
- Quei due (Circle of Two), regia di Jules Dassin (1981)
- La scimmia sulla spalla (Monkey Grip), regia di Ken Cameron (1982)
- Scontro al vertice (Highpoint), regia di Peter Carter (1982)
- Il sangue degli altri (Le sang des autres), regia di Claude Chabrol (1984)
- Catholic Boys (Heaven Help Us), regia di Michael Dinner (1985)
- Tra due fuochi (Fire with Fire), regia di Duncan Gibbins (1986)
- Ancora insieme (Sweet Hearts Dance), regia di Robert Greenwald (1988)
- Bye Bye Blues, regia di Anne Wheeler (1989)
- Doppio inganno (Deceived), regia di Damian Harris (1991)

### Televisione
- On Camera – serie TV, 7 episodi (1954-1957)
- Startime – serie TV, episodi 1x09-1x10-1x13 (1960)
- Festival – serie TV, 7 episodi (1960-1967)
- Playdate – serie TV, 4 episodi (1961-1964)
- Lassie – serie TV, episodio 17x13 (1970)
- Colombo (Columbo) – serie TV, episodio 1x03 (1971)
- The Whiteoaks of Jalna, regia di Richard Gilbert e John Trent – miniserie TV (1972)
- Morte sui binari (She Cried Murder), regia di Herschel Daugherty – film TV (1973)
- Gavilan – serie TV, 9 episodi (1982-1983)
- Dallas – serie TV, 17 episodi (1982-1983, 1986)
- Morte di un commesso viaggiatore (Death of a Salesman), regia di Volker Schlöndorff – film TV (1985)
- Teamster Boss: The Jackie Presser Story, regia di Alastair Reid – film TV (1992)
- Senza movente (Murder in the Heartland), regia di Robert Markowitz – miniserie TV (1993)

## Doppiatrici italiane
- Wanda Tettoni in Colombo, Doppio inganno
- Lydia Simoneschi in Questa ragazza è di tutti
- Gabriella Genta in Andromeda (entrambi i doppiaggi)
- Angiolina Quinterno in Un equilibrio delicato
- Paola Mannoni in Atlantic City, U.S.A.
- Anna Miserocchi in Morte di un commesso viaggiatore
- Alina Moradei in Gavillan
- Micaela Giustiniani in Alfred Hitchcock presenta
- Isa Bellini in Il giorno prima
- Franca Lumachi in Top Secret